# The Rain
The Rain és una sèrie de televisió postapocalíptica escandinava creada per Jannik Tai Mosholt, Esben Toft Jacobsen i Christian Potalivo. Es va estrenar a la plataforma Netflix el 4 de maig de 2018. El 30 de maig del mateix any Netflix va renovar la sèrie per una segona temporada.

## Argument
En el moment que un virus portat per la pluja mata la major part de les persones a Escandinàvia, els germans danesos Simone i Rasmus troben refugi en un búnquer. Sis anys més tard surten per buscar al seu pare, un científic que els va deixar al búnquer i mai va tornar. Durant el seu viatge s'afegiran a un grup de supervivents, amb qui viatjaran per Dinamarca i Suècia buscant un lloc segur, a més de seguir buscant al seu pare, que podria ser capaç de resoldre les seves preguntes i trobar una cura.

## Repartiment

### Principal
- Alba August com Simone Andersen
- Lucas Lynggaard Tønnesen com Rasmus Andersen
- Mikkel Følsgaard com Martin
- Lukas Løkken com Patrick
- Sonny Lindberg com Jean
- Jessica Dinnage com Lea (temporades 1-2)
- Natalie Madueño com Fie (temporades 2-3)
- Clara Rosager com Sarah (temporades 2-3)
- Evin Ahmad com Kira (temporades 2-3)
- Angela Bundalovic com Beatrice (temporada 1)
- Johannes Kuhnke com Sten, cap de Frederik

### Recurrent
- Lars Simonsen com Dr. Frederik Andersen, pare de Simone i Rasmus (temporades 1-2)
- Jacob Luhmann com Thomas (temporades 1-2)
- Iben Hjejle com Ellen Andersen, mare de Simone i Rasmus (temporada 1)
- Bertil De Lorenzi com Rasmus de petit
- Rex Leonard com Daniel (temporada 3)
- Cecilia Loffredo com Luna (temporada 3)
- Annemette Andersen com Trine (temporada 3)
- Magdalena Eshaya com Martha (temporades 2-3)